# شهرستان کارلووی واری
ناحیهٔ کارلووی واری (به چکی: Karlovarský kraj)، به معنیِ «ناحیهٔ حمّامِ کارل»، (به آلمانی: Karlsbader Region) یک ناحیه در جمهوری چک است که در منطقه کارلووی واری واقع شده‌است. ناحیهٔ کارلووی واری ۱٬۵۱۴٫۹۵ کیلومتر مربع مساحت و ۱۱۷٬۷۸۳ نفر جمعیت دارد.